# Spoorlijn Büderich - Venlo
De spoorlijn Büderich - Venlo was een Duitse spoorlijn en als DB 2003 onder beheer van DB Netze.

## Geschiedenis
De lijn is in 1874 aangelegd tussen Büderich en Venlo. De spoorlijn was onderdeel van de door de Cöln-Mindener Eisenbahngesellschaft aangelegde 'Hamburg-Venloer Bahn', een deel van het internationale project 'Paris-Hamburger Bahn'. Tijdens de Eerste Wereldoorlog was er geen treinverkeer tussen Straelen en Venlo. Op 4 oktober 1936 werd het treinverkeer op het gedeelte tussen Straelen en Venlo stilgelegd. Tijdens en na de Tweede Wereldoorlog is de lijn wel weer in gebruik geweest.

## Treindiensten
De Deutsche Reichsbahn Gesellschaft verzorgde tot 1936 het personenvervoer op dit traject.

## Aansluitingen
In de volgende plaatsen is of was er een aansluiting op de volgende spoorlijnen:
Büderich
DB 2002, spoorlijn tussen Haltern en Büderich
DB 2515, spoorlijn tussen Boxtel en Wesel
DB 2517, spoorlijn tussen Alpen en Büderich
Menzelen West
DB 2517, spoorlijn tussen Alpen en Büderich
Geldern Ost
DB 2514, spoorlijn tussen Geldern Ost en Geldern
Venlo
lijn tussen Eindhoven en Venlo
lijn tussen Maastricht en Venlo
lijn tussen Nijmegen en Venlo